# Distrito histórico de Shawmut
El Distrito histórico de Shawmut es un distrito histórico ubicado en Valley, Alabama, Estados Unidos. Fue incluido en el Registro Nacional de Lugares Históricos en 1999.

## Descripción
El distrito incluye 275 edificios contribuyentes, una estructura contribuyente y un sitio contribuyente en una extensión de 201 acres (0,8 km²). Está aproximadamente delimitado por 25th Boulevard, 29th Boulevard, 20th Ave., 35th St. y 38th Boulevard.
Incluye trabajos arquitectónicos de Lockwood, Greene & Company y entre los estilos característicos del distrito figura el Bungalow/Craftsman.